# Zanj

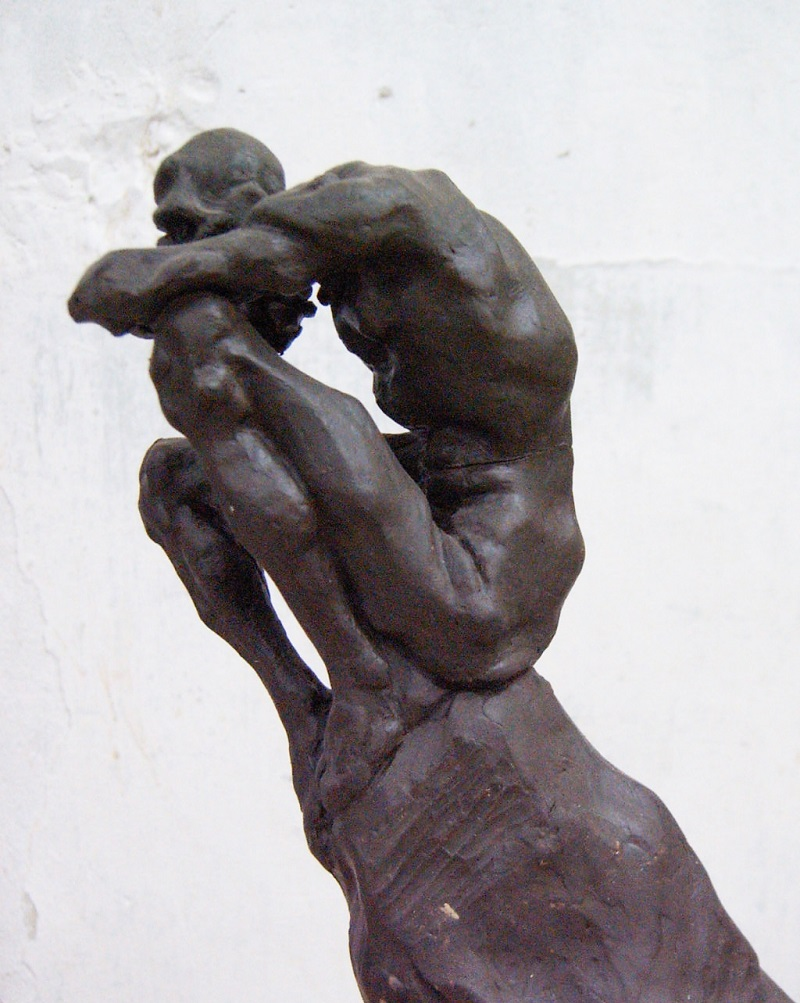
monument voor de Zanj-opstand (Ahmad Barakizadeh, 2005)

De Zanj waren de zwarte slaven die in de 9e eeuw in het zuiden van het huidige Irak op de zoutpannen werkten. 
Ten tijde van het kalifaat van de Abbasiden kwamen de Zanj onder leiding van Ali ibn Mohammed in 869 in opstand. Ali ibn Mohammed had zichzelf tot hun leider had uitgeroepen. In 871 namen zij Basra in en zo ontstond er een onafhankelijke Zanj-staat met Mukhtara als hoofdstad. In 879 namen zij Wasit in en bedreigden daarmee de hoofdstad van het rijk, Bagdad. 
Generaal Al-Muwaffaq wist hen echter in een langdurige strijd uiteindelijk te verslaan en in 883 werd Ali ibn Mohammed onthoofd en veel van de Zanj gedood. De overigen werden opnieuw in slavernij afgevoerd, maar nadien werden de aantallen slaven opzettelijk lager gehouden om een herhaling van de slavenopstand te voorkomen.